# Бугрімова Ксенія Юріївна
Бугрімова Ксенія Юріївна (народилася 25 червня 1983, Одеса) — українська кінорежисерка, продюсерка, сценаристка та шоуранерка. Найбільш відомі проєкти: «Моя правда», «Україна має талант», «Холостяк», «Київ вдень та вночі».

## Життєпис
Народилася 25 червня 1983 року в Одесі. Батько Юрій Бугрімов — адмірал морського флоту у відставці, мати — Лідія Бугрімова.
Закінчивши 9-й клас одеської школи № 2, вступила в Одеське музичне кооперативне училище ім. Данькевича. Спеціальність — диригентка. На останніх курсах музучилища вже розуміла, що обере іншу професію, а стосунки з художником-сюрреалістом мотивували звернутися др професії режисерки.
У 1999 році переїздить до Києва та вступає до Національної академії керівних кадрів культури і мистецтв на спеціальність «режисура» до В. Г. Горпенко, від якого засвоїла головне правило: навчитися режисурі неможливо, можна лише оволодіти інструментами для втілення своїх ідей.
2004 після навчання поїхала гастролювати з цирком у ролі клоунеси. Через чотири місяці повернулася до Києва та почала будувати кар'єру на телебаченні.
У 2012 році під час зйомок проєкту «Холостяк» на Шрі-Ланці познайомилася з Синаратна Сашико Лакмал, у 2015 році одружилася з ним.

## Кар'єра
Першим місцем роботи як режисерки став духовно-просвітницький телеканал «Глас» (2004 рік). Влаштовується адміністраторкою, але через один день роботи отримує пропозицію зайняти посаду помічниці режисера, а через тиждень — посаду режисерки. Майже два роки Бугрімова знімала документальні проєкти про видатних осіб, відомі монастирі та інші об'єкти культурної спадщини.
У 2005 році перейшла працювати на телеканал СТБ, де режисувала проєкт «Неймовірні історії кохання» — постановочні історії кохання видатних людей різних епох.
На СТБ як режисерка та продюсерка реалізувала ряд проєктів. Зняла 90 серій програми «Моя правда». Створила документальні фільми про Орнеллу Муті, Богдана Ступку, Володимира Висоцького, Едіту П'єху, Людмилу Рязанцеву та інших знаменитостей.
Однією із найважчих стала робота над фільмом «Моя правда. Леонід Кучма», присвячений 70-річчю з дня народження другого Президента України. Робота над проєктом тривала понад три місяці. У фільмі взяли участь Наїна Єльцина, Ільхам Алієв, Александр Квасневський, Едуард Шеварнадзе та Леонід Кравчук. Фільм показано в Україні, Росії, Грузії, Азербайджані та Казахстані, він охопив найбільшу аудиторію в історії проєкту.
У 2009 році Ксенія Бугрімова виступає керівницею та режисеркою першого сезону шоу «Україна має талант» (англ. Britain’s Got Talent).
У 2010 році виходить гумористичне шоу «Смішні люди».
Наймаштабнішою працею Бугрімової на СТБ став проєкт «Холостяк» (англ. The bachelor), у якому вона виступила керівницею та головною режисеркою перших трьох сезонів (2011—2013 роки). Бугрімова запускала романтичне шоу з нуля, особисто відбирала героїв(-нь). Так, першим Холостяком став популярний в США танцюрист, зірка проєкту «Dancing with the Stars» Максим Чмерковський. Того року фінал шоу став рекордним для України за переглядами.
У 2012 році за проєкт «Холостяк» Ксенія Бугрімова отримала найвищу національну нагороду у галузі телебачення — премію «Телетріумф» у номінації «Кращий режисер-постановник телевізійної програми». Шоу декілька разів номінувалося на цю премію, ставало лауреатом в номінаціях «Краща режисура» та «Краще шоу». Згідно з результатами конкурсу X-Ray Marketing Awards телепроєкт «Холостяк» став кращим новим проєктом 2011 року.
Після трьох вдалих сезонів шоу «Холостяк» Бугрімлва залишила проєкт та взялася до роботи над 4-серійним фільмом «Список бажань». Після цього очолила творче об'єднання на СТБ.
Працювала над соціальними роликами для фонду Олени Пінчук «АнтиСНІД». У 2016 році зняла цикл документальних фільмів-інтерв'ю до 75-ї річниці трагедії «Бабин Яр». П'ятихвилинний фільм з унікальними архівними кадрами було показано на відкрітті «Бабин Яр Холокост Меморіальный центр» («BABI YAR Holocaust Memorial Center»). Також у 2016 році Бугрімова — авторка та режисерка серії соціальных роликів «Дисиденти».
Ксенія Бугрімова зняла ролик до 75-ї річниці народження українського актора Богдана Ступки, у якому взяли участь відомі українські актори, а також — проєкт до 75-ї річниці народження українського актора, режисера та сценариста Івана Миколайчука.
У 2014 році на замовлення «Нового каналу» зняла шоу «Герої та коханці» (англ. A Prince for Corina).
У 2015 почала виробництво унікального для України формату серіаліті «Київ вдень та вночі» на основі оригінального формату успішного німецького реаліті-шоу «Berlin: Tag&Nacht». Актори проєкту та молодий український рок-гурт O.Torvald, шо виконав саундтрек, стали популярними серед молоді. Бугрімова зняла 3 сезони проєкту.
Ксенія Бугрімова також увійша до складу журі щорічного міжнародного форуму телевізійників Banff international media festival, який проводиться у Канаді.
У 2017 році режисерка представила дебютну роботу — короткометражний ігровий фільм «Зерно» виробництва телеканалу «СТБ». Фільм було відібрано у професійну секцію 69-го Каннского кінофестивалю — Short Film Corner. Бугрімова зняла картину у Львові та Києві усього за 5 днів. Головні ролі виконали молоді українські актор/ки Ольга Гришина та Гліб Мацибора. Фільм «Зерно» також увійшов до національної конкурсної програми Міжнародного київского кінофестивалю «Молодість», де потрапив у номінацію Best Ua shorts.
У 2017 році Ксенію Бугрімову запросили на телеканал СТС на пост топ-менеджерки керувати департаментом шоу та програм. На цій посаді вона реалізувала як продюсерка та режисерка проєкт «Успіх» — російську адаптацію формату The Final Four компанії Armoza Formats. Паралельно з СТС свою адаптацію формату готує американський Fox, права на проєкт вже придбали у Франції, Норвегії, Данії, Італії та Іспанії.
Також на каналі СТС було реалізовано проєкти «Диван» (2017), «Просто кухня» (2017), «Супермамочки» (2018), «Зважені» (3-4 сезони) (2017—2018), «Союзники» (2018).
Ксенія Бугрімова увійша до топу «Рейтингу молодих медіаменеджерів Росії», як керівниця напрямку розважальних проєктів телеканалу СТС (2018).. Рейтинг формують Odgers Berndtson спільно з РБК, Mediascope та Deloitte.

## Проєкти
- 2005 «Неймовірні історії кохання». Режисерка, сценаристка. СТБ
- 2007 «Моя правда». Режисерка, продюсерка. СТБ
- 2009 «Україна має талант». Керівниця проєкту, режисерка. СТБ
- 2010 «Смішні люди». Керівниця проєкту, режисерка. СТБ
- 2010—2013 «Холостяк». Керівниця проєкту, режисерка. СТБ
- 2014 «Герої та коханці». Продюсерка, режисерка. СТБ
- 2015 «Київ вдень та вночі». Продюсерка, режисерка. СТБ
- 2016 Короткометражний ігровий фільм «Зерно». Авторка ідеї, режисерка. СТБ
- 2017 «Диван». Продюсерка. СТС
- 2017 «Успіх». Продюсерка, режисерка. СТС
- 2017 «Просто кухня». Продюсерка. СТС
- 2018 «Супермамочки». Продюсерка. СТС
- 2017—2018 «Зважені» (3-4 сезони). Продюсерка. СТС
- 2018 «Союзники». Продюсерка, режисерка. СТС